# El Puerto, Jalisco
El Puerto är en ort i Mexiko.   Den ligger i kommunen Tlajomulco de Zúñiga och delstaten Jalisco, i den centrala delen av landet, 500 km väster om huvudstaden Mexico City. El Puerto ligger 1 665 meter över havet och antalet invånare är 111.
Terrängen runt El Puerto är huvudsakligen kuperad, men norrut är den platt. Runt El Puerto är det tätbefolkat, med 266 invånare per kvadratkilometer. Närmaste större samhälle är Hacienda Santa Fe, 8,7 km öster om El Puerto. I omgivningarna runt El Puerto växer huvudsakligen savannskog.